# 카라치 청사

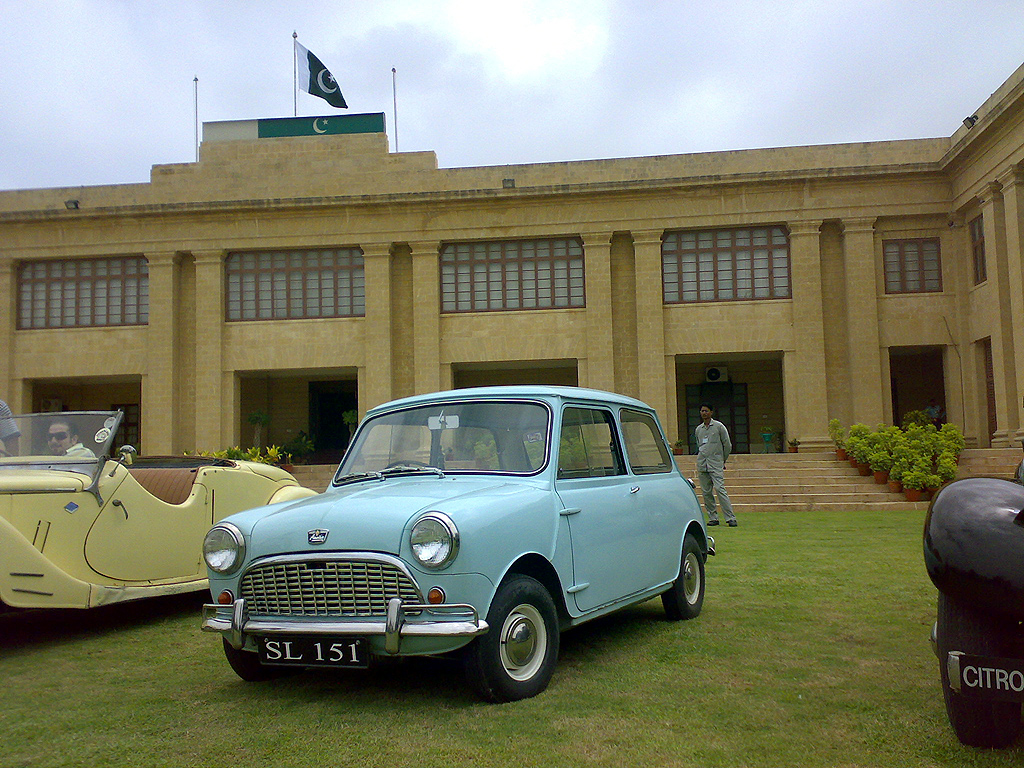
카라치 청사

카라치 청사(우르두어: گورنر ہاؤس)는 파키스탄 신드 주 카라치에 소재한 건물로, 영국령 파키스탄 총독의 관저이자 파키스탄의 대통령의 관저이다. 파키스탄 총독부라고도 부른다.
1939년 신드 주의 주지사 관저로 건립되었다가 파키스탄이 영국 본국에 인도와는 별도로 총독 파견을 신청하여 영국본국 정부의 승인을 얻게 되자 1947년부터는 파키스탄 총독이 거주하는 관저로 사용되었다. 파키스탄이 영국으로부터 분리 독립한 이후에는 파키스탄의 대통령 관저 겸 집무실로 사용되었다.

## 같이 보기
- 인도 총독부
- 조선총독부
- 타이완 총독부